# Lophocampa modesta
Lophocampa modesta är en fjärilsart som beskrevs av Kirby 1892. Lophocampa modesta ingår i släktet Lophocampa och familjen björnspinnare. Inga underarter finns listade i Catalogue of Life.